# Pedro Opazo
Pedro Opazo Letelier (Talca, 20 juillet 1876 -  Santiago, 9 avril 1957). Homme d'État chilien, vice-président de la république durant une très courte période en 1931.

## Biographie
Fils légitime issu du mariage de  Ursicino Opazo et Margarita Letelier. Il effectue ses études à Talca, puis à Universidad de Chile. Il commence sa vie politique comme maire de  Río Claro. Puis dès 1920, il est nommé dans divers ministères par le Parti Libéral Démocrate. Élu député de Curicó (1921-1924) et sénateur de Talca (1924-1930), Talca, Linares et Curico (1930-1932),
Lors de la chute de Carlos Ibáñez del Campo en 1931, il est président du sénat du Chili, et doit assumer la vice-présidence de la République. Le 26 juillet, il prend son poste, formant durant la nuit son gouvernement, dirigé par Juan Esteban Montero au Ministère de l'Intérieur du Chili, alors que Pedro Blanquier, son autre bras droit se charge du Ministère de la Propriété Chili. 
Les ministres arrivent le matin du 27, un décret d'Opazo nomme Montero président. Son mandat dure moins de 24 heures, et cette rapidité donne le surnom du "el Pasador" (le passant), selon la revue satirique Topaze, qu'il garde jusqu'à sa mort.
Par la suite, il est nommé sénateur de Curicó, Talca, Maule et Linares (1933-1949)